# Apollo 6
Apollo 6 var den sidste ubemandede rummission i Apollo programmet med Saturn V raketten.